# BOPA
Гражданские партизаны (дат. Borgerlige Partisaner), изначально Коммунистические партизаны (дат. Kommunistiske Partisaner), известная под аббревиатурами KOPA и BOPA — одна из наиболее активных и самых крупных диверсионных групп Движения Сопротивления в Дании во Второй мировой войне. Она была создана летом 1941 года после нападения Германии на Советский Союз, запрета Коммунистической партии Дании и ареста многих её членов. Среди основателей группы был написавший и издавший повстанческую записную книгу (под названием «Поваренная книга») Эйгиль «Конь» Ларсен (Eigil «Hesten» Larsen), получивший своё прозвище за недюжинную силу и динамичный внешний вид. Первые опыты группы в области саботажа не имели большого успеха и были единичными, так как участники Сопротивления ещё не имели достаточного опыта по работе с взрывчатыми веществами, зато умело разбирали железнодорожные пути. Однако уже к 1942 году необходимый опыт был ими наработан.
В период до 1943 года группа именовалась KOPA (Коммунистические партизаны), состоя из бывших добровольцев из интербригад Гражданской войны в Испании, коммунистов и сочувствующих. Группа изначально выступала не только против оккупантов, но и против коллаборационистских действий датского правительства, однако, её акции не были направлены против представителей власти. С началом оккупации в Дании постоянно возникали всё новые и новые небольшие группы Сопротивления, разрозненные, но объединённые общей целью победить немцев. Со временем борьба потребовала усиления организации всего Сопротивления, нуждавшегося в качественном изменении, и именно тогда в апреле 1943 возникла по сути новая большая группа путём включения в её состав нелегальных групп как буржуазных, так и коммунистических взглядов, прежде всего представлявших студенчество. После приёма активной студенческой антифашистской группы прежнее название было сменено на BOPA (Гражданские, или Буржуазные, партизаны). В разное время в BOPA постоянно действовало от 125 до 175 членов. В общей сложности на счету группы более 1000 успешно проведённых операций. BOPA предпринимала также акции напрямую против немецких военных объектов. Активно действовали бойцы Сопротивления и при выполнении вторичных операций — воровство оружия и боеприпасов, освобождение арестованных товарищей, снабжение и т. д. Перечень успешно осуществлённых акций саботажа группы насчитывает примерно 400 операций, большей частью в Копенгагене и окрестностях. Неофициальные данные говорят и о причастности группы к ликвидации примерно 20 информаторов.
Структура и система функционирования BOPA оказалась невероятно эффективной, к примеру, группе удалось собрать большое количество взрывчатки, позволившие записать на счёт группы одну из самых крупных диверсий за всё время оккупации, когда 2 января 1945 года была взорвана радиофабрика Torotor в Ордрупе (Ordrup). Наряду с менее известными предприятиями, в чьей продукции нуждалась Германия, акции группы коснулись таких фабрик и заводов, как Always, Ambi, Atlas, Burmeister & Wain, Dan, General Motors, Glud & Marstrand, Globus, Nordwerk, Neutrofon и Riffelsyndikatet (оружейный завод «Винтовочный синдикат»). После Народной забастовки 1944 года (Folkestrejken) BOPA изменила тактику и в части диверсий избрала целями своих акций более мелкие радиопромышленные фабрики.
Боевые группы BOPA состояли в среднем из 5-6 отделений в каждом по 6-7 человек. Текучесть состава была очень высокой. Большинство бойцов занимались практической работой всего в течение 3-4 месяцев, после чего они либо ускользали в Швецию, либо оказывались арестованными. Через именно боевые группы прошло примерно 400 человек, из которых 38 погибло (были либо казнены, либо убиты во время боевого задания). BOPA также располагала и пользовалась поддержкой большого числа помощников, изготовлявших легитимационные карты, разрешения на оружие, обеспечивавших размещение бойцов и их снабжение. Группа имела в своём распоряжении собственную оружейную фабрику по изготовлению в том числе пистолетов-пулемётов Sten Mk II, а также располагала каналами нелегального импорта взрывчатых веществ из Берлина. BOPA участвовала в формировании спящих групп и контролировала вверенные ей сектора зон ответственности, на которые была поделена страна. Группа была расформирована в 1945.